# 戴偉詩
戴偉詩（1916年7月31日—1991年3月27日），加拿大政治人物，加拿大自由黨、卑詩社會信用黨籍。生於卑詩省錦祿的錦祿全科醫院。本科於卑詩大學修讀化學工程，獲應用科學學士學位。1942年於麥基爾大學獲博士學位。1962年當選加拿大下議院議員，期間擔任不管部長、漁業部長、漁業及林業部長、環境部長。1974年因於聯邦選舉落選而卸任。1975年當選卑詩省省議會議員，代表北溫哥華-西摩選區。1991年在能源、礦業及石油資源廳長任內因病逝世，享壽74歲。卑詩大學設有戴偉詩獎學金。

## 外部連結
- Jack Davis – 加拿大国会传记

- Jack Davis Scholarship in Energy Studies （页面存档备份，存于） grad.ubc.ca
- 1810 Blanshard Street, Victoria, BC, Canada
- Photos of Jack Davis building （页面存档备份，存于）